# Hôtel de Monaco
Ne doit pas être confondu avec Palais de Monaco ou Maison dite des princes de Monaco.
L'hôtel de Monaco est un hôtel particulier du 7e arrondissement de Paris, situé au 57 rue Saint-Dominique, proche de l’esplanade des Invalides.
Il est depuis 1938 le siège de la résidence de l’ambassadeur de Pologne en France.

## Origines du terrain
Selon Paul Jarry,, qui s’appuie sur des notes du spécialiste Maurice Dumolin, le terrain sur lequel est construit l’hôtel s’étend à l’ouest du faubourg Saint-Germain, initialement de la rue Saint-Dominique à la rue de Grenelle.
Le premier propriétaire connu serait la famille Varet. Cette propriété est constituée de trois lots. Le premier comporte une maison en aile de deux étages construite en 1718. Une porte cochère sur la rue Saint-Dominique accède à une cour, derrière se trouve un jardin. Le second lot donne aussi rue Saint-Dominique et comprend des bâtiments simples avec derrière des marais. Enfin une série de maisons est construite sur la rue de Grenelle entre l'hôtel Chanac de Pompadour et le couvent Sainte-Valère.
Catherine Varet, veuve d'André de Voulges, seigneur de Chanteclair, vend ce terrain les 10 et 13 décembre 1719 à Pierre de Bragouze, trésorier de la maison du roi.
À la suite d’une liquidation judiciaire, le 11 juin 1738 Marie-Marguerite Legendre, récente veuve d’Antoine Crozat l’« homme le plus riche de France », porte une adjudication et le 3 septembre 1739 est définitivement déclarée adjudicataire.
Un premier héritage, le 3 mars 1743, laisse la propriété indivise. Mais au décès de l’un des trois fils, en 1750, elle échoit à deux petits-fils d’Antoine Crozat : Armand-Louis de Gontaut Biron duc de Lauzun et Étienne-François de Choiseul duc de Choiseul-Stainville.
Ceux-ci vendent, le 25 janvier 1772, la propriété au riche Jean-Joseph de Laborde, vidame de Chartres, ancien banquier de la cour.
Il la revend, le 19 décembre 1773, à Marie-Catherine Brignole, épouse séparée de corps et de biens, du prince Honoré III de Monaco. Le terrain est similaire à celui de 1719.

## Premier hôtel

### Architecte

#### Alexandre-Théodore Brongniart

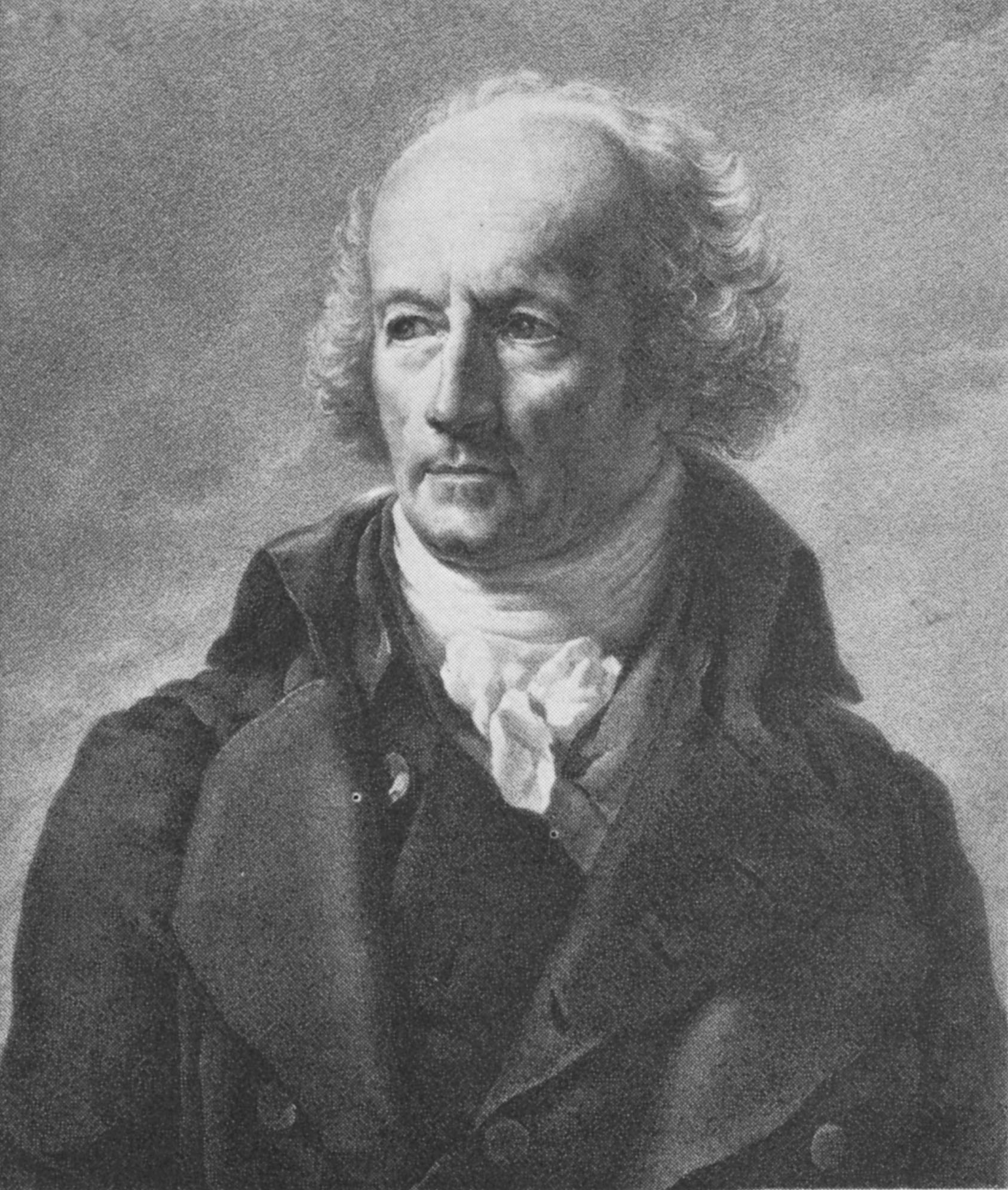
Alexandre-Théodore Brongniart.
Lithographie de Béranger d’après Gérard et Arnoult.

Alexandre-Théodore Brongniart né en 1739 meurt en 1813 avant de terminer à Paris le palais de la Bourse – dit palais Brongniart. Admis à l’Académie royale d'architecture en 1781, il est l'élève de Jacques-François Blondel puis d’Étienne-Louis Boullée.
Bien qu’il concoure à de nombreuses reprises au prix de Rome il échoue et commence probablement comme assistant de Boullée.
Ayant achevé les hôtels de Montesson et de Bondy, Brongniart termine le pavillon d’Orléans lorsque la princesse de Monaco lui demande de construire son hôtel en 1774.
L'origine de la recommandation n’est pas connue. La fille du duc d’Orléans et le fils du prince de Condé se marient en 1770 rapprochant ainsi les deux familles. Mais il parait peu probable que Mme de Montesson, épouse du duc d’Orléans, présente son architecte à la maitresse du prince de Condé. Il est plus vraisemblable que le précédent propriétaire du terrain, Jean-Joseph de Laborde, le recommande.

### Décorateurs

#### Gilles-Paul Cauvet
Gilles-Paul Cauvet, né en 1731 et décédé en 1788, est un sculpteur ornementaliste qui assure la décoration du salon de l’hôtel.
En 1762 il est admis à l'Académie de Saint-Luc dont assure la direction en 1766. Très apprécié par Monsieur – frère du Roi et futur Louis XVIII –, qui lui confie de nombreux travaux, il porte le titre de sculpteur ordinaire des bâtiments de Monsieur. Il abandonne le rococo pour revenir à des formes plus épurées inspirées de la période antique qui marquent le style Louis XVI.
Dans le salon de compagnie, au-dessus des quatre portes se trouvent des bas-reliefs sculptés. Ceux-ci sont constitués de « deux enfants en ronde-bosse de chaque côté d’une cassolette ornée de guirlandes de fleurs. ». Le souci de la perfection de la Princesse est certain puisqu’elle fait refaire à Cauvet la corniche afin que chaque ove tombe à l’aplomb de chaque modillon. De même, avant de les exécuter, Cauvet a dessiné deux consoles grandeur nature pour mieux se rendre compte de leur effet. Elles doivent se placer entre les portes-fenêtres du jardin. Avec un dessus en marbre blanc, les ornements sont en bronze doré. Néanmoins il doit supprimer deux aigles déjà sculptés sur la rainure.

#### Jean-André Lepaute
Jean-André Lepaute, né en 1709 et décédé en 1789, applique avec virtuosité des observations physiques à l’horlogerie.
Il présente ses chefs-d’œuvre à la Cour et devient horloger du Roi. Certaines de ses réalisations sont sur des édifices tels que le palais du Luxembourg, le château de Bellevue ou encore le château des Ternes. Il travaille aussi pour des amateurs éclairés de la haute société,.
Il réalise avec des artisans prestigieux une pendule à cercles tournants – parfois dite au globe terrestre ou l'étude de la géographie – posée sur la cheminée du salon de compagnie. Elle a une fonction décorative avec ses personnages de la mythologie grecque.
La muse Clio, jeune fille debout, drapée et couronnée de lauriers pose son coude gauche sur le globe terrestre. Sa main gauche désigne avec un stylet l'heure. Son livre est à terre sur une colonne de temple antique brisée et une section de tronc d'arbre. Le globe, gravé des continents et de certains pays, repose sur un piédestal qui cache les rouages accessibles par deux portes avant et arrière discrètes. L'équateur est divisé en deux cercles indépendants l'un de l'autre qui tournent progressivement dans le sens horaire. Sur le cercle supérieur les minutes sont inscrites en caractères arabes sur des plaques émaillées séparées par des feuilles gravées dans des cadres ovales. Sur le cercle inférieur les heures sont inscrites en caractères romains jusqu'à XII séparées par des feuilles dans des losanges. De l'autre côté se trouve au sol un génie du temps représenté par un putto ailé ceint d'un tissu. Cet angelot à califourchon sur le tronc tient une faux. L'ensemble est en bronze doré.
Le mouvement témoigne du  savoir-faire de l'horloger. De surcroit, à la demande de la Princesse, la sonnerie cesse de minuit à midi.

#### François-Honoré-Georges Jacob-Desmalter
François-Honoré-Georges Jacob-Desmalter, né en 1770 et décédé en 1841, appartient à une dynastie d'ébénistes qui sert déjà la Couronne avant la Révolution. Il satisfait l’Empereur et sa famille ainsi que les dignitaires du régime et les têtes couronnées européennes.
Présent à l'Exposition des produits de l'industrie française de l’an IX et de l’an X, il  obtient les médailles d’or et d’argent comme ébéniste.
Le dessin de ses meubles, auquel se prêtent parfois les architectes et décorateurs Charles Percier et Pierre Fontaine, se caractérise par des lignes simples à juger sur un ameublement complet. Sur l’acajou, il associe des bronzes en collaboration avec des fondeurs et des ciseleurs de renom. Les autres essences sont employées comme incrustations. « La parfaite harmonie de l’ensemble et des détails ne laisse rien à désirer. ».
Pour l’hôtel de Monaco le maréchal Davout fait appel à lui. Il rappelle dans une lettre du 6 février 1815 à son épouse que « l'ébénisterie est de M. Jacob, les bronzes et l'ameublement sortent également des meilleurs ateliers, et les peintures sont de nos meilleurs artistes. » – des sièges nous sont parvenus avec l’étiquette indiquant la destination de ces meubles. Il livre des fauteuils au rez-de-chaussée dans la chambre d’apparat de la Maréchale. D’autres sont placés au premier étage dans le salon. Courant mars ou avril 1816 il propose un prêt au Maréchal alors en proie à de sérieuses difficultés financières.

### Architecture

#### Extérieurs
L’entrée se fait rue Saint-Dominique par une imposante porte cochère. Celle-ci, comprise dans une maçonnerie à refend, est encadrée par deux colonnes doriques. L’entablement soutient une archivolte dont le tympan est sculpté.
En 1808, le maréchal de l’Empire Davout fait porter sur le tympan son écu avec ses armoiries et les signes extérieurs qui marquent sa qualité de duc. Les sculptures qui entourent ses armoiries rappellent ses campagnes.
Cette porte cochère donne accès à une allée bordée d'arbres qui aboutit à la cour. De façon originale pour l’époque il n'existe ni ailes ni communs pour enserrer la cour. Le corps de logis à un étage est isolé. Ainsi la façade nord donne sur cour et les côtés comme l’autre façade se trouvent entourés par le jardin. Le bâtiment, de trente-cinq mètres de long sur treize mètres de haut, parait reposer au milieu d’un îlot de verdure.
Dans la cour, à l'est de l'allée, une parcelle est louée le 27 septembre 1773 au comte de Valentinois beau-frère de la Princesse. Le contrat prévoit qu’il construise à ses frais un hôtel – appelé aussi petit hôtel de Monaco – qui, à son décès, doit revenir à la Princesse. En fait elle le rachète avant pour y loger sa maisonnée. À l'ouest de l'allée se trouvent l'écurie et la remise.
Le visiteur est accueilli par une façade ornée de colonnes d’ordre toscan qui encadrent neuf hautes fenêtres cintrées. Elle connait deux légères avancées aux extrémités. Devant les trois portes-fenêtres du centre se trouve un péristyle en arc de cercle auquel on accède par huit marches. Ce péristyle sert de balcon au premier étage. Les appuis de fenêtres y sont composés de balustres rappelés dans la balustrade située au ras du toit. Celui-ci parait plat mais cache des combles. Les entablements du premier étage et du toit avec leurs balustres et leurs denticules donnent deux lignes fortes qui allongent la façade
La façade côté jardin est différente puisque les colonnes d’ordre colossal s’élèvent sur toute la hauteur de l’édifice et majorent l'impression de hauteur. Les chapiteaux sont d'ordre composite.
Les jardins à la français et à l'anglaise vont jusqu'à la rue de Grenelle. Depuis le salon s’étale un vaste gazon avec des salles de verdure. De part et d’autre, deux allées bordées de vases en fonte et de charmilles basses conduisent à la maison du jardinier à l'est et à une chapelle à l'ouest. Celle-ci est contiguë avec celle du couvent de Sainte-Valère et communique par une fenêtre percée entre les deux murs. La Princesse achète cinquante livres par an la possibilité d’assister ainsi aux messes.

#### Distribution

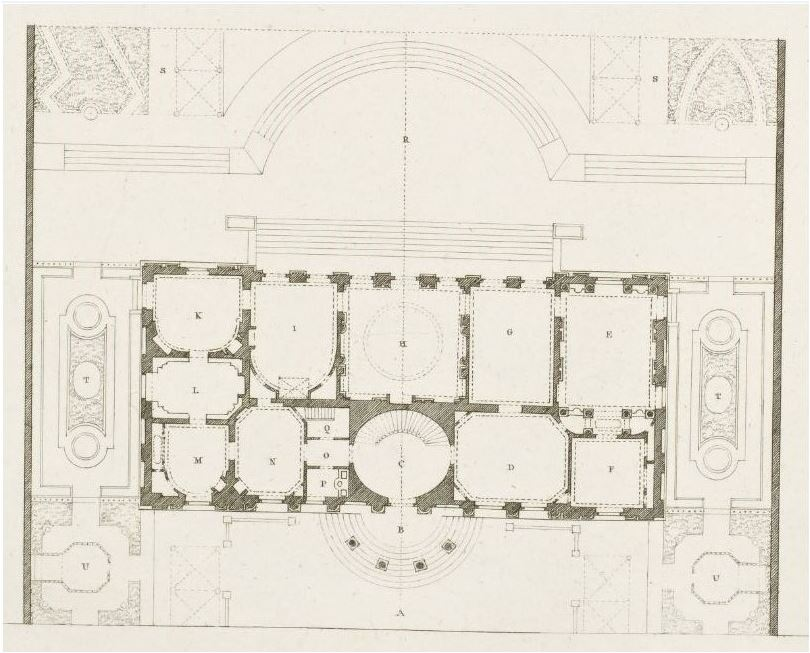
Plan du rez-de chaussée selon Jean-Charles Krafft gravé par Charles Ransonnette (1797-1798).

L’habitation est répartie en deux espaces. En entrant, au milieu et à droite, se trouvent les pièces de réception. Les appartements de la Princesse se situent à gauche. Enfin le plan divise le logis en deux sur toute sa longueur sans axe traversant.
Après le péristyle un vestibule ovale accueille les hôtes. Dans celui-ci un grand escalier central en demi-cercle se déploie. Il mène à droite sur une antichambre éclairée par deux fenêtres sur cour. De celle-ci on accède à la salle de musique qui donne par deux portes-fenêtres sur le grand jardin au sud.
D’un côté se trouve la salle à manger. Elle s’ouvre aussi par une porte-fenêtre sur le jardin, une autre porte-fenêtre permet de descendre dans un jardin de fleurs à l’ouest et du même côté se trouve une fenêtre simple. Depuis cette pièce le buffet est accessible. Étant en angle, il donne à l'ouest et reçoit la lumière par une fenêtre sur cour. De l’autre côté vient le salon de compagnie avec ses trois portes-fenêtres et leur vue au sud.
Puis succède la chambre à coucher de la Princesse qui peut accéder par deux portes-fenêtres au jardin. Le boudoir qui suit est en angle éclairé au sud par une fenêtre, la descente vers un jardin de fleurs à l’est est possible. Il livre passage vers la bibliothèque où seule une fenêtre permet de voir ce jardin à l’est. On pénètre dans la salle de bains en angle avec vue sur la cour. De même le cabinet de toilette suivant a une fenêtre sur cour – lieu de change, elle est occultée par un store. Puis une pièce aveugle dessert à droite les lieux à l’anglaise, à gauche un escalier de service et en face le vestibule.
Le maréchal Davout modifie la destination des pièces du rez-de-chaussée.
Un nouveau corps de bâtiment à un niveau avec un toit en terrasse agrandi le buffet en salle à manger.
Toutes les pièces sur le jardin au sud sont dévolues aux réceptions. La salle à manger se métamorphose en salon de musique. Le salon de musique évolue vers le Salon noisette. Le salon de compagnie garde sa fonction. La chambre à coucher de la Princesse est convertie en salon de famille. Le boudoir devient le Salon des quatre saisons.
La bibliothèque est transformée en chambre d’apparat pour la Maréchale. Une galerie dessert ensuite une bibliothèque, une salle de bains et un salon du matin.
Le premier étage comprend deux appartements. Le premier compte une antichambre, un salon, une salle à manger et une chambre à coucher. Le second offre une antichambre, un salon, une chambre à coucher et un boudoir.
Cet étage est mis en valeur par le maréchal Davout. Il dispose une antichambre, un salon et une salle à manger. Et au même niveau il organise son appartement avec un salon, une bibliothèque, une chambre à coucher avec salle de bains .
Dans les combles il existe un dernier appartement et des chambres pour les domestiques.

### Occupants
Le premier hôtel est occupé par des personnages qui appartiennent à l’histoire de la Révolution et de l’Empire.
Marie-Catherine Brignole, baptisée en 1739 appartient à la famille Brignole membre de la très haute aristocratie de la république de Gênes. Son enfance se déroule dans le Palazzo Rosso au milieu d’œuvres d’art. Alors qu’elle fréquente les salons parisiens elle est remarquée pour sa culture et sa beauté. Le prince Honoré III de Monaco en l’épousant lui donne le titre de  princesse de Monaco. Mais il s’avère volage et brutal. La Princesse obtient une séparation de corps avec restitution de sa dot qui est considérable. Avec une partie de celle-ci elle commande l’hôtel de Monaco. La Révolution l’incite à fuir avec son amant le prince de Condé.
En 1790 l’ambassadeur du royaume de Grande-Bretagne, Lord George Leveson-Gower, lui loue l’hôtel. La journée du 10 août 1792 et ses conséquences amènent le roi George III a rappeler son ambassadeur.
Réquisitionné le lieu est attribué pendant quatre ans et demi à la Commission des secours publics.
Puis le Directoire en 1797, le met à disposition de l’ambassadeur de la Sublime Porte ottomane, Moralı Seyyid Ali Efendi, envoyé de Sélim III. Reçu avec faste la résidence parait idyllique. Cependant le 8 novembre 1798, en raison de la campagne d'Égypte dont la Sublime Porte Ottomane est suzeraine, la guerre est déclarée et le lieu retient l’ambassadeur. Puis la paix est signée le 25 juin 1802. Muhib Efendi est confirmé dans ses fonctions par le nouveau sultan Moustapha IV et déménage en 1808.
À la suite du coup d'État du 18 Brumaire il devient la propriété du consul Sieyès au titre de récompense nationale. Celui-ci le revend en février-mars 1805 au ministère des Affaires étrangères sans l’avoir occupé.
Le maréchal Davout l’achète sur ordre de Napoléon le 12 janvier 1808 et l’occupe neuf ans. Son passage est marqué par une restauration des lieux et des décors à la hauteur de sa charge comme l’exige l’Empereur.
À partir de 1817, des locataires prestigieux occupent les lieux. Que ce soit le prince Paul de Wurtemberg, en 1819 le marquis de Marialva, ambassadeur du Portugal, puis le comte de Wicklow, le duc de Hamilton et en novembre 1824 Lord Granville Leveson-Gower, ambassadeur du Royaume-Uni de Grande-Bretagne et d’Irlande. En 1826, le comte Antoine Apponyi, ambassadeur de l'empire d'Autriche, y donne pendant douze ans des fêtes grandioses qui veulent signifier toute l’importance de l’Empire.
Puis cet hôtel est vendu pour réaliser un héritage.

## Nouvel hôtel

### Architectes

#### Achille-Jacques Fédel

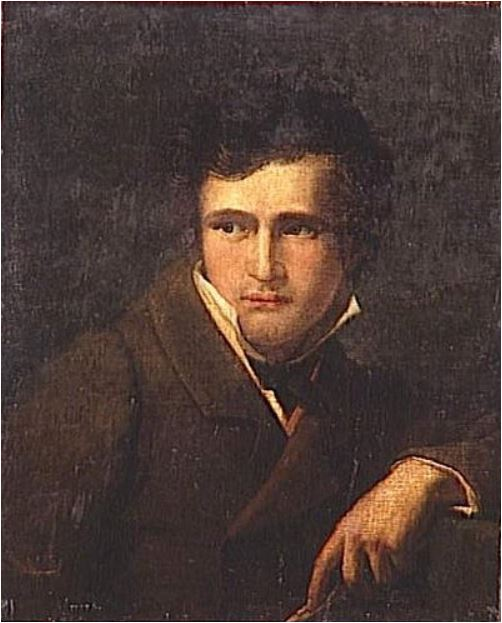
Achille-Jacques Fédel.

Achille-Jacques Fédel, né le 30 avril 1795, est un élève de d’Alexandre-Théodore Brongniart, qui a bâti le premier hôtel, puis de François Debret,,,.
Aucun de ses contemporains ne semble transcrire que William Williams-Hope lui confie en 1838 le chantier. Par ailleurs les permis de construire, assortis des plans de l’architecte, ont brulé dans l’incendie de l’hôtel de Ville de Paris. Enfin, en ce qui concerne le dossier de construction, l’inventaire après décès du commanditaire est très succinct.
Deux éléments cependant rattachent de façon certaine l’hôtel de Monaco et Fédel. « Un album factice, conservé au musée des beaux-arts de Rennes, contient un projet de pendule et deux projets de lustres portant l’annotation : « composé par Fédel architecte, exécuté pour M. Hope par Delafontaine », datés de 1835 et 1836 ». Les dates sont antérieures à l'acquisition de l'hôtel mais il s'avère aussi que Philippe Comairas, pressenti par Fédel, intente un procès à M. Williams-Hope pour être réglé des peintures de décoration intérieure de l'hôtel rue Saint-Dominique.
Très peu de choses sont connues à propos de cet ami d'Eugène Delacroix. Admis à l'École des beaux-arts en 1811, il obtient le second prix de Rome en 1813. Il est considéré « plus décorateur qu'architecte ». Son décès intervient en 1849,.

#### Édouard Crepel et Stéphane Dessauer
Ces deux architectes redonnent à galerie d'art sa fonction de résidence alors destinée à l'ambassadeur de Pologne du fait de l'exposition universelle de 1937.
Édouard-André-Joseph Crépel, né en 1880, admis en 1899 à l'École des beaux-arts, est architecte de la Ville de Paris.
Stéphane Dessauer (1887-1938), gendre du peintre et décorateur Albert Besnard, est l'architecte du gouvernement polonais,.

### Décorateurs

#### Philippe Comairas

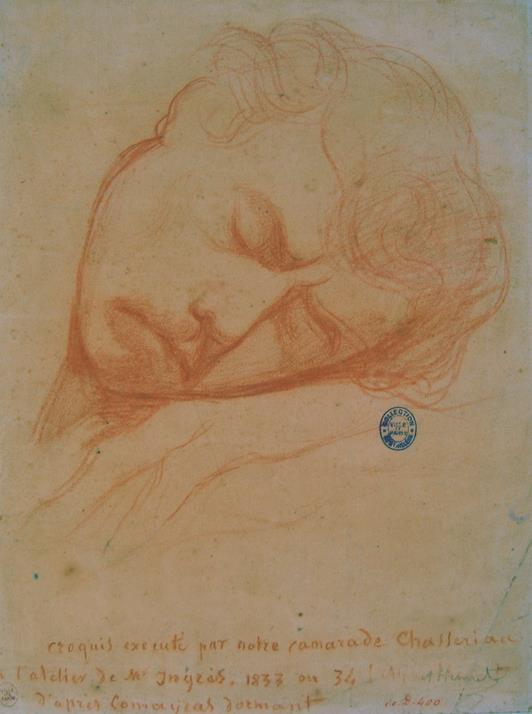
Philippe Comairas dormant d'après Théodore Chassériau (1834-1835).

Philippe Comairas, né le 27 octobre 1803 et décédé le 14 décembre 1875, est un peintre.
Élève de Guérin, il fréquente à trente-neuf ans l’atelier d’Ingres et en 1833 remporte le second grand prix de Rome puis il expose aux salons de peinture et de sculpture. Ce peintre qui appartient au mouvement romantique est décrit comme « un dilettante en fait d’art plutôt qu'un producteur ».
Le procès qui l’oppose à M. Williams-Hope reste fameux parmi les artistes de son époque. Pressenti par Fédel, il est retenu pour exécuter, « sans doute, les peintures qui ornent le plafond » de l’hôtel de M. Williams-Hope. Toutefois une fois l’œuvre accomplie il doit en décider le prix qui n’a pas été convenu d’avance. Il prend pour base les peintures décoratives de l’hôtel de Ville de Paris dont le montant est considéré comme modique. Appliquant à la surface peinte une règle de trois il demande des honoraires de quarante-quatre-mille-quatre-cent-quarante-quatre francs. Le prix parait excessif au commanditaire et un intermédiaire tente de le ramener à vingt-cinq-mille francs en pièces d’or disposées sur une table. Plutôt que d’accepter Camairas lance : « nous plaiderons ». Les arbitrages de MM. Ingres, Blondel ou Abel de Pujol sont repoussés. Alors, sans revoir à la baisse ses prétentions d’un centime malgré les conseils de son avocat, ce qui devient une affaire est jugée et Comairas gagn.

#### Pierre-Maximilien Delafontaine
Pierre-Maximilien Delafontaine, né en 1774 et décédé le 1er décembre 1860  est un bronzier.
Tout d’abord peintre et élève de Jacques-Louis David il reprend l’affaire de son père, dont il adopte la profession, en 1802. Il est alors un des principaux collaborateurs de l’ébéniste Jacob-Desmalter. Il obtient une médaille d’argent à l’exposition de 1834.
Il rassemble dans un album  des dessins. Certains sont achetés au sculpteur et peintre Augustin Félix Fortin. Parmi ceux-ci se trouvent les projets de certaines de ses réalisations tels qu’une pendule ornée de putti, de deux cygnes, de feuilles, de guirlandes, et de fruits avec deux candélabres  assortis, exécutés en 1835 – « l’ensemble était posé sur la cheminée du salon particulier du banquier ». Dans cet album se trouve aussi un lustre orné de deux femmes ailées, de feuilles, de deux cygnes ainsi que celui d‘un autre lustre réalisés en 1836. Sans date, on y retrouve le dessin du projet de cheminée – figurée en moitié – avec sa pendule et un candélabre à deux branches.
La cheminée se trouve toujours au premier étage dans le salon qui mène à la salle de bal. Le linteau et les montants en marbre sont habillés par une grande guirlande de  feuilles et de glands de chêne. « Le masque central n’est pas sans rappeler la cheminée du salon d’Hercule » à Versailles. Aux angles de la large console se trouvent des palmes. Toute cette décoration est en bronze doré,.
La pendule reprend les motifs des guirlandes, de la console et du masque de la cheminée.
Le boitier en bronze doré est richement décoré. L'avant et l'arrière concaves sont identiques et comportent des motifs droits et gauches symétriques.
En bas un masque central permet à deux putti ailés demi-allongés de s’accouder. Nus, ils ont simplement ceint chacun un tissu. De leur autre main ils tiennent un long parchemin qui décrit des courbes. De chaque côté du cadran se trouve une femme debout vêtue à l’antique et coiffée d’une couronne de fleurs. De son épaule extérieure fait issu le drapé de la robe qui constitue le bord extérieur de la pendule. Sa main à l'extrémité d'un bras gracile soutient une palme. De l’autre côté son épaule porte une guirlande qui entoure le cadran et se joint à l’autre vers le ciel au centre. Chaque main tendue désigne en haut un masque central identique à celui du bas. Le quadran est habité de six putti.
Les aiguilles désignent des chiffres romains gravés jusqu’à XII sur des plaques émaillées.

### Architecture

#### Décors
C'est dans ce décor que fut tourné le film d'Édouard Molinaro Le Souper.

### Occupants
William Williams-Hope achète l’hôtel le 10 février 1838 ainsi que des propriétés avoisinantes et décide d’en faire construire un nouveau – il ne reste rien de reconnaissable du précédent. Ce fils de banquier hollandais qui réside en France est extrêmement fortuné comme l’indique l’ampleur des travaux et la magnificence des décors intérieurs qui nous sont parvenus. Il ne donne que quelques fêtes, toutes somptueuses ainsi qu’en témoigne celle de l’inauguration, mais en réalité il n’entrouvre que rarement les portes de son logis.

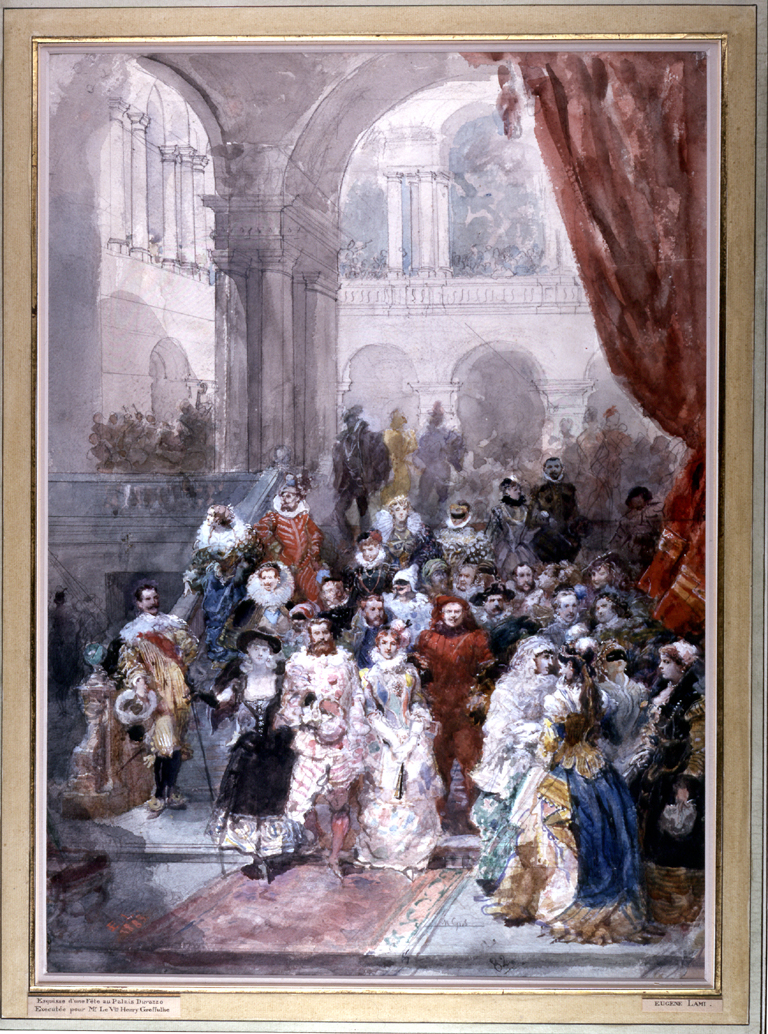
Eugène Lami: Bal costumé donné par la princesse de Sagan, 1883

Le baron Achille Seillière acquiert les lieux le 19 juillet 1855. L’adjudication doit solder les dettes éventuelles. Ce membre de la haute finance est aussi un collectionneur d’œuvres d’art. Il en acquiert un certain nombre en rachetant celles de son prédécesseur qu’il place pour partie dans l’hôtel. Sa fille, Jeanne Seillière, épouse Boson de Talleyrand-Périgord et devient ainsi princesse de Sagan ,.
La princesse de Sagan hérite de l’hôtel le 14 mai 1873 . Son élégance, sa façon de recevoir, les nombreuses fêtes qu’elle y donne, amènent les plus grands de ce monde à fréquenter les lieux. Ainsi elle y accueille le prince de Galles futur roi du Royaume-Uni, Georges Ier roi des Hellènes, les princes d’Orléans, et d’autres. Elle fait même graver sur le linteau d'une porte la citation du prince de Talleyrand : "Rien de grand n'a de grands commencements, ni les chênes, ni les fleuves, ni même les hommee de génie et leurs collections extraordinaires".
Puis, en 1908 l’hôtel devient une célèbre galerie d’art sous l’impulsion de Jacques Seligmann. La présentation de chaque objet précieux est particulière puisque pour chacun il consacre une seule pièce. Il y organise aussi des expositions, telle celle de la fabuleuse collection de Richard Wallace acquise pour deux millions de dollars en espèces sans montage financier, et surtout sans être préalablement vue .
La Croix-Rouge y tient pendant la Première Guerre mondiale une fabrique de pansements .
Germain Seligman, associé à son père après le conflit, perpétue la tradition familiale. Une exposition de dessins de Fragonard à laquelle l’Albertina prête son concours est un point d’orgue,.
L’ambassade de Pologne inaugure les lieux le 3 mai 1936. Ceux-ci sont donnés par la France à titre d’échange pour libérer du terrain nécessaire à l’Exposition universelle de 1937.
Après l'envahissement du territoire national le gouvernement polonais est assigné en Roumanie. Il désigne comme président de la république de la Pologne Władysław Raczkiewicz qui prête serment en ces lieux le 30 septembre 1939.
Pendant l’Occupation, l’Allemagne nazie y installe l’Institut allemand de Paris dès 1940.
Puis, pendant la guerre froide, seul réside un chargé d'affaires. Plus tard le mouvement Solidarność est désapprouvé par le gouvernement ce dont témoignent les rideaux tirés de l’ambassade vus par les manifestants.
Dans ce territoire polonais les fêtes nationales des 3 mai et 11 novembre sont commémorées en présence de personnalités polonaises et françaises.
La dimension culturelle reste très présente avec le bicentenaire de la naissance de Frédéric Chopin en 2010 et tous les ans l’ouverture des lieux au public lors des Journées européennes du patrimoine.

## Illustrations
1. ↑  Pendule de A.-J. Lepaute strictement identique à celle de la princesse de Monaco sur Christie's.
2. ↑  Fauteuil de Jacob-Desmalter, commandé par le maréchal Davout pour le rez-de-chaussée de la rue Saint-Dominique page 28/364 du catalogue des ventes aux enchères du 2 décembre 2013 de la maison Mac-Arthur Kohn.
3. ↑  Porte d’entrée de l’hôtel en 1797-1798 selon Jean-Charles Krafft sur Gallica.
4. ↑  Dessin de la porte cochère et détails du tympan de l’hôtel en 1810 selon Jean-Charles Krafft sur Internet Archive.
5. ↑  Schéma du jardin (numéroté 2) (avec légendes) sur un plan général de l’hôtel en 1797-1798 selon Jean-Charles Krafft sur Gallica.
6. 1 2  Plan du rez-de-chaussée (avec légendes) en 1797-1798 selon Jean-Charles Krafft sur Gallica.
7. 1 2  « Projet de pendule de 1835 », notice no 00000070731 ainsi que « projet de lustre de 1836 », notice no 00000070732 et autre « projet de lustre de 1836 », notice no 00000070728 sur base Joconde.
8. ↑  « Projet de cheminée avec un candélabre et une pendule », notice no 00000070733, sur la plateforme ouverte du patrimoine, base Joconde, ministère français de la Culture.
9. ↑  Pendule à poser dessinée par A.-J. Fédel avec la cheminée du salon du premier sur le site de la Galerie M&N Uzal.